# Truyện Gối đầu
Truyện Gối đầu (枕草子 (Chẩm Thảo Tử) Makura no Sōshi) là một tập truyện nói về những quan sát và suy ngẫm của nữ văn sĩ Sei Shōnagon trong khoảng thời gian bà làm nữ quan cho Hoàng hậu Teishi từ những năm 990 đến đầu những năm 1000 vào thời kỳ Heian của Nhật Bản. Tác phẩm được hoàn thành vào năm 1002.

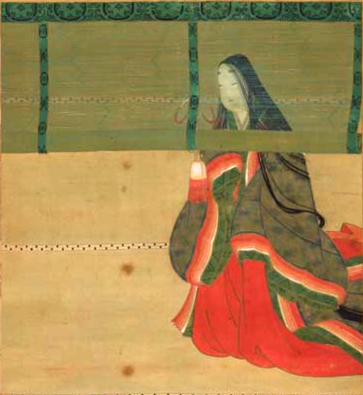
Bức họa nữ văn sĩ Sei Shōnagon vào cuối thế kỉ 17.

Tác phẩm Truyện Gối Đầu là tổng hợp tất cả những văn kiện, truyền thuyết, thơ ca, và cả những đoạn mô tả ít có mối liên hệ với nhau, chỉ trừ điểm chung duy nhất là chúng đều là những ý tưởng nảy ra bất chợt mà   Shōnagon đã nghĩ ra dựa trên những khoảnh khắc trong cuộc sống thường nhật của bà, trong đó chứa đựng rất nhiều những thể loại, hình thức diễn đạt khác nhau như những sự kiện cung đình quan trọng, những bài thơ, cách nhìn nhận của tác giả đối với những nhân vật quan trọng thời đó cũng như những suy nghĩ của chính bà. Dù chỉ là tác phẩm mang dấu ấn cá nhân, song kỹ năng viết lách và sáng tác thơ tuyệt vời của nữ quan Shōnagon đã giúp cho Truyện gối đầu được nâng tầm và trở thành một tác phẩm văn học thực sự, và được coi là một tư liệu lịch sử có giá trị. Mặc dù Shōnagon chỉ dùng góc nhìn và quan điểm cá nhân để viết nên Truyện gối đầu, nhưng một phần của tác phẩm ấy đã phản ánh gần như toàn bộ cuộc sống chốn cung đình, nơi mà nữ tác giả đã sống trong gần hết cuộc đời : "Bà đã vô tình đặt nó [tác phẩm] lên chiếc đệm được chuẩn bị cho khách, và vị khách đó đã mang nó đi bất chấp lời cầu xin của bà." Shōnagon viết Truyện gối đầu như một thú vui riêng tư trong cuộc sống hằng ngày; có lẽ đó là cách để bà có thể giãi bày tâm sự và bộc lộ những xúc cảm thầm kín - thứ mà những người có địa vị thấp kém trong cung không thể bộc lộ một cách trực tiếp. Mặc dù Shōnagon chưa bao giờ chia sẻ tác phẩm cho ai khác ngoài chính mình, song qua nhiều thế kỉ, nó đã trở thành một tác phẩm văn học nổi tiếng. Sáu đoạn văn thuộc tác phẩm đã được dịch sang tiếng Anh lần đầu tiên vào năm 1889 bởi T. A. Purcell và W. G. Aston. Một bản dịch tiếng Anh đáng chú ý khác là bản dịch của Arthur Waley; một phần của tác phẩm đã được dịch vào năm 1928, Ivan Morris đã dịch trọn vẹn tác phẩm này vào năm 1967, và bản dịch hoàn thiện của Meredith McKinney vào năm 2006.

## Sơ lược về tác phẩm
Được bắt đầu bởi "tính toàn diện" với việc "thu thập lại những điều giản đơn" và cách diễn đạt với những cụm từ như "giống như những chú sâu", "tựa như hoa của cây", "những điều ta không thích" và "những điều tươi đẹp" – chúng là những cụm từ mô tả theo lối viết cổ xưa, được ví như  "danh sách kiểu Borgesian". Ta có thể thấy rằng, "những lời tản mạn" của tác giả Sei Shōnagon là thành quả của việc quan sát quang cảnh thiên nhiên và sắc thái bốn mùa trong năm, và dùng những câu từ để miêu tả chúng dưới dạng "hồi ức" (còn gọi là "nhật ký"), qua đó thể hiện sự hồi tưởng của tác giả đối với cuộc sống cung đình xoay quanh chủ nhân của bà là Hoàng hậu Teishi,  nằm trong những điều khác mà tác phẩm đã khắc họa.
Theo lời Meredith McKinney trong tờ báo Kyoto Journal, (người đã đóng góp bản dịch tiếng Anh cho tác phẩm),Truyện gối đầu là một tác phẩm đặc biệt, nó là tổ hợp những tác phẩm có dung lượng ngắn hơn và nội dung của chúng không hề liên quan đến nhau . Thành quả văn chương của nữ sĩ Shōnagon có thể được chia làm 3 phần; phần đầu là những mẩu chuyện tường thuật, nội dung của nó tập trung vào những sự kiện mà tác giả từng được chứng kiến và nếm trải trong suốt thời gian phục vụ trong cung đình, phần hai bao gồm những suy nghĩ và quan điểm của bà về những sự việc khác nhau trong cuộc sống, và phần cuối là danh sách các văn kiện có tiêu đề, ví dụ như văn kiện với tiêu đề  "Những thứ khiến trái tim trở nên yếu mềm." Tác phẩm Truyện gối đầu chứa tổng cộng tất cả 164 văn kiện mang tiêu đề, nơi chứa đựng những chi tiết có giá trị về mặt mỹ học và ít cởi mở hơn so với những câu chuyện truyền thuyết của Shōnagon. Ý tưởng phân chia tác phẩm làm ba phần đã được đề xuất bởi Kikan Ikeda. Tuy nhiên, cũng có những phần khá mơ hồ và rất khó để phân loại (ví dụ như đoạn đầu trong phần tản văn của tác phẩm, "Tựa như mùa xuân, (đó là) cảnh bình minh [tuyệt đẹp]", đã có những tranh cãi về việc phân loại đoạn văn trên).
Tác phẩm chủ yếu được biết bằng chữ hiragana của Nhật; đó là những kí tự bản địa bắt nguồn từ Trung Quốc, và có rất mẩu chuyện trong tác phẩm được viết theo phong cách hóm hỉnh và dí dỏm. Vào thời đó, những người phụ nữ như Shōnagon thường sử dụng chữ Hiragana làm ngôn ngữ viết. Theo Matthew Penney trong bài bình về "Truyện Gối đầu", những địa danh, chức tước là những trường hợp duy nhất cho phép các kí tự Hán ngữ xuất hiện trong tác phẩm, những phần còn lại đều được viết bằng Hiragana. Những lời thú nhận cảm xúc của tác giả đã được khéo léo lồng ghép vào trong những câu văn diễn tả sự suy sụp của Nhiếp chính quan Fujiwara no Michitaka cũng như việc cha ruột bà qua đời, và cả tình cảnh bất hạnh của Thiên hoàng và Hoàng hậu Teishi.
Tác phẩm là cả một thể hòa hợp đồng nhất giữa giác quan nhạy cảm và góc nhìn tinh tế của tác giả; vì nếu ta so sánh với cảm xúc của mono no aware (Mầm mống của sự vật) được tìm thấy trong Truyện kể Genji, ta cũng sẽ thấy vẻ đẹp của thế giới này đã được diễn tả qua cách sử dụng từ okashi ('đáng yêu') một cách đầy thông minh.
Nhìn chung, Truyện gối đầu được viết dưới dạng những câu văn ngắn gọn, với những đoạn văn không quá dài với nội dung dễ đọc và dễ hiểu đối với những người nói tiếng Nhật trong thời hiện đại. Những câu chuyện được sưu tầm ngẫu hứng đã từng được tạm chia thành 3 loại, về sau chúng đã được tổng hợp lại và phân loại theo nhiều cách khác nhau và được biên soạn lại bởi những người không phải là Sei Shōnagon. Dựa trên niềm tin của một số học giả, ta có thể cho rằng hầu hết các tác phẩm văn học của Shōnagon đều được viết trong khoảng thời gian bà ở trong cung ; tuy vậy, bà vẫn có một số tác phẩm khác được viết trong những năm tháng cuối đời và nội dung của chúng chỉ đề cập đến những kí ức về khoảng thời gian trước đây khi còn làm Nữ quan trong Triều đình.
Điểm khác biệt giữa tác phẩm Truyện gối đầu của Shōnagon với những tác phẩm khác cùng thể loại vào thời đó và thậm chí cả vào thời nay, đó là bản thân tác giả của nó không hề bỏ ra thời gian để cố tìm kiếm linh hồn cho tác phẩm, cũng như không tìm kiếm thái độ hay quan điểm của độc giả về tác phẩm, đơn giản là vì chính tác giả cũng không kỳ vọng đây sẽ là tác phẩm viết cho mọi người, chỉ là tác phẩm cho riêng mình mà thôi. Truyện gối đầu của Shōnagon được viết dựa trên cơ sở của những điều đáng yêu và đáng ghét trên trần thế dựa trên cảm xúc chủ quan của tác giả; tác phẩm thể hiện những thứ được quan tâm về mặt cá nhân và những điều tốt đẹp hiện hữu xung quanh thế giới riêng của người viết ra nó. Trong bài báo mang tên Kyoto Journal, McKinney giải thích rằng Shōnagon "có thể thu hút bạn [độc giả] qua nhiều thế kỉ, cho rằng bạn đã quen thuộc với bà ấy cũng như thế giới riêng của bà, sau đó khiến bạn phải gật đầu và mỉm cười." Thông thường, các phần được chọn lựa từ tuyển tập này đều hướng người đọc đến những suy nghĩ và giai thoại của Shonagon. Như vậy, ta có thể thấy rằng, Truyện gối đầu là cả một tuyển tập bao gồm những câu chuyện truyền thuyết, những điều hữu ích được liệt kê, tất cả đều hòa chung thành một tác phẩm văn học kiệt xuất và là nguồn thông tin tuyệt vời để tìm hiểu về đời sống cung đình vào hơn 1000 năm trước, và đã trở thành một dấu mốc lịch sử quan trọng đánh dấu sự phát triển của nền văn học Nhật Bản  . Truyện gối đầu được viết hoàn toàn bằng tiếng Nhật. Trong suốt khoảng thời gian từ cuối thế kỷ 10 đến đầu thế kỉ 11, trong khi hầu hết đàn ông Nhật Bản đều lấy Hán tự làm ngôn ngữ viết thì những người phụ nữ đã viết bằng ngôn ngữ bản địa của họ với việc sử dụng các ký tự hiragana, một loại chữ tượng hình bản địa có nguồn gốc từ Trung Quốc. Do đó, ta có thể thấy rằng, Truyện gối đầu là một phần của truyền thống văn chương rộng lớn dành cho nữ giới. Phong cách văn học quyến rũ và tối giản của Shonagon đã được dùng làm hình mẫu chuẩn mực cho văn xuôi Nhật Bản cho đến tận ngày nay. Theo Penney và Matthew thì Shōnagon đã từng bị các độc giả đánh giá là một người kiêu căng và thích đối đầu; mặc dù vậy, ta cũng không thể phủ nhận lối diễn đạt cảm xúc theo cách tự do, phóng khoáng pha chút dí dỏm đã được thể hiện rất rõ trong tác phẩm.
Truyện Gối đầu có sức ảnh hưởng rất lớn tới một thể loại văn xuôi của Nhật Bản được gọi là zuihitsu.

## Bối cảnh ra đời
Truyện Gối đầu ra đời vào thời kỳ Heian - nơi được xem là thời kỳ huy hoàng của giới quý tộc Nhật Bản. Thơ ca và nghệ thuật là một trong những phần quan trọng trong triều đình, tác giả Sei Shōnagon cũng là một phần trong đó. Vào thời đó, tất cả mọi người trong triều đình và Hoàng cung đều phải có kiến thức văn chương xuất sắc. Văn học thời kỳ này được xem như là một phương tiện giao tiếp quan trọng đến mức kỹ năng viết của một người được cho là có thể tạo nên hoặc phá vỡ danh tiếng của họ. Chẳng hạn như trong tác phẩm Truyện Gối đầu, Shōnagon đã đề cập đến việc một cận thần tới xin lời khuyên của bà để viết một bài thơ và rồi cuối cùng ông ta đã bị từ chối vì kỹ năng viết văn kém. Phụ nữ thời kỳ Heian cũng đóng vai trò quan trọng trong xã hội, đặc biệt là những người phụ nữ thuộc tầng lớp thượng lưu.  Các tác giả nữ ở Nhật Bản trong thời kỳ này được biết đến rộng rãi hơn vì hầu hết các tác phẩm của họ đều được viết bằng Nhật ngữ, được gọi là "ngôn ngữ của nhân dân", trong khi các tác giả nam sử dụng Hán ngữ để sáng tác vì thứ ngôn ngữ này vẫn được coi là có vị thế cao hơn.  Vì các tác phẩm của những tác giả nữ thời đó phổ biến hơn với tầng lớp bình dân, nên chúng ta có thể chắc chắn rằng chúng có sức ảnh hưởng lớn đến xã hội lúc bấy giờ.
Mặc dù phụ nữ trong thời kỳ Heian nắm giữ ít trọng trách hơn về mặt xã hội so với nam giới, song ngày nay, đã có nhiều nhà văn nghiên cứu về khả năng sáng tạo và cách chơi chữ hiragana của họ, vì nam giới thời Heian thường có xu hướng chỉ dùng Hán tự để thể hiện khả năng sử dụng hệ thống chữ viết vay mượn từ nước láng giềng Trung Hoa, trong khi Hiragana là loại chữ viết mới mẻ hơn và được những người phụ nữ độc quyền sử dụng. Hiragana (Bình giá danh) là hệ thống ngôn ngữ viết bao gồm các ký tự và các âm tiết cho phép thể hiện suy nghĩ bên trong theo cách tự do phóng khoáng hơn so với chữ Hán biểu trưng.  Vì phụ nữ trong thời kỳ Heian thường không có những hoạt động xã hội, nên những người thuộc tầng lớp thượng lưu và có học thức cao thường có rất nhiều thời gian viết lách và sáng tác văn thơ. Bên cạnh đó, việc loại bỏ phụ nữ khỏi những nơi quan trọng như triều chính cũng góp phần bảo vệ họ khỏi những bất ổn chính trị. Chữ mềm Hiragana cho phép phụ nữ có thể truyền đạt suy nghĩ và cảm xúc của họ về cuộc sống bằng ngôn ngữ của riêng mình. Họ không cần thiết phải đi học chữ nhiều để có thể diễn tả mọi cảm giác trên giấy; vì các âm tiết của hiragana không giống như chữ kanji, nó có thể ghi nhận các biến tố nghe được trong lời nói.  Tuy nhiên, những phụ nữ có học thức như Shōnagon thỉnh thoảng cũng sử dụng chữ Hán. Do Hán tự (hay Kanji) được xem là chữ viết của nam giới nên việc một người phụ nữ sử dụng và hiểu nó đúng cách chứng tỏ người đó đã dày công nghiên cứu Hán tự trong nhiều năm. Đó cũng là cách để Shōnagon thể hiện trí thông minh của mình thông qua việc sáng tác.

## Lịch sử biên soạn và dịch thuật
Truyện Gối đầu đã được phổ biến rộng rãi trong cung đình và nó đã tồn tại trong suốt hàng trăm năm qua dưới dạng các bản viết tay. Được in lần đầu vào thế kỷ 17, tác phẩm đã tồn tại với nhiều phiên bản khác nhau: thứ tự các mục có thể đã được thay đổi bởi người biên soạn, cùng với đó là những lời bình về tác phẩm và các đoạn văn đã được thêm vào, chỉnh sửa hoặc xóa đi. Bốn biến thể chính của tác phẩm đã được các học giả hiện đại biết đến. Hai bản văn kiện được coi là đầy đủ và chính xác nhất là phiên bản của Sankanbon và Nōinbon. Các biên tập viên sau này đã giới thiệu số phần và các bộ phận của một trong hai phiên bản trên; phiên bản Sankanbon được chia thành 297 phần, với 29 phần "bổ sung" - có thể đại diện cho những phần bổ sung sau này của tác giả hoặc người chép lại tác phẩm này. 

### Các bản dịch tham khảo (bằng tiếng Anh)
- T. A. Purcell and W. G. Aston, in Transactions of the Asiatic Society of Japan XVI (1889), pp. 215-24.
- The Pillow-Book of Sei Shōnagon, trans. Arthur Waley (George Allen & Unwin, 1928).
- The Pillow Book of Sei Shōnagon, trans. Ivan Morris (in two volumes, Oxford University Press, 1967
- The Pillow Book, trans. Meredith McKinney (Penguin, 2006).

Machiko Midorikawa miêu tả bản dịch của McKinney là "sát nghĩa hơn nhiều so với bản dịch của Morris".

## Những điều ngoài lề xoay quanhTruyện Gối đầu

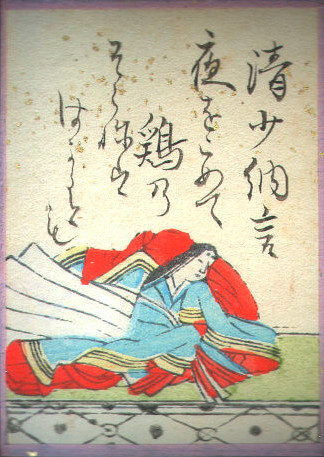
Sei Shōnagon, bức họa lấy từ Hyakunin Isshu (thời kỳ Edo)

Nói một cách tổng quát hơn, Truyện gối đầu là tập hợp tất cả các ghi chép đã được đối chiếu để thể hiện một giai đoạn trong cuộc đời của một người hay để thể hiện một điều gì đó. Ở Nhật Bản, thể loại văn chương "nhàn rỗi" như vậy thường được gọi là tùy bút. Các tác phẩm lớn khác trong cùng thời kỳ bao gồm Hōjōki của Kamo no Chōmei và Tsurezuregusa của Yoshida Kenkō. Zuihitsu đã trở nên phổ biến rộng rãi vào thời Edo khi nó đã thu hút một lượng lớn khán giả trong các tầng lớp thương nhân mới phát triển. Hơn thế nữa, thể loại văn học này đã đạt được một chỗ đứng nhất định trong giới học thuật, khi các học giả cổ điển Nhật Bản bắt đầu sáng tác văn học theo phong cách zuihitsu. Các tác giả có uy tín trong thể loại này bao gồm Motoori Norinaga, Yokoi Yayu và Matsudaira Sadanobu . 
Tác phẩm Truyện Gối đầu đã được Peter Greenaway chuyển thể thành phim (xem thêm: Truyện Gối đầu (phim)) vào năm 1996. Với sự tham gia của Vivian Wu và Ewan McGregor, phim kể một câu chuyện hiện đại có liên quan đến tác phẩm của Sei Shōnagon.
Ngoài ra, Truyện Gối đầu cũng là tên của một loạt phim kinh dị trên đài phát thanh được viết bởi Robert Forrest và được phát trên BBC Radio 4  thuộc chương trình Woman's Hour Drama . Đây là những câu chuyện trinh thám với Sei Shōnagon là nhân vật chính và cũng với những danh sách xuất hiện trong tác phẩm của bà. 

## Tư liệu tham khảo
- Sei Shōnagon (2006). The Pillow Book. trans. Meredith McKinney. London: Penguin Books. ISBN 0-14-044806-3.
- Bundy, Roselee. “Japan’s First Woman Diarist and the Beginnings of Prose Writings by Women in Japan.” Women’s Studies, vol. 19, no. 1, July 1991, p. 79. Academic Search Complete, doi:10.1080/00497878.1991.9978855.
- Sei Shōnagon (1971). The Pillow Book of Sei Shōnagon. trans. Ivan Morris. London: Penguin Books. ISBN 0-14-044236-7. Originally published in 1967 by Columbia University Press.
- Sei Shōnagon (2011). The Pillow Book of Sei Shōnagon, the Diary of a Courtesan in Tenth Century Japan. trans. Arthur Waley. Rutland, Vermont: Tuttle Publishing. ISBN 978-4805311080.
- Henitiuk, Valerie (2011). Worlding Sei Shônagon: The Pillow Book in Translation. Ottawa: University of Ottawa Press. ISBN 978-0-7766-0728-3. Bản gốc lưu trữ ngày 4 tháng 3 năm 2016. Truy cập ngày 23 tháng 7 năm 2023.
- Gibney, Michele. "Defining the Feminine Impact on the Progression of Japanese Language: An inquiry into the development of Heian period court diaries" (2004) Library of the University of Pacific
- Penney, Matthew. “The Pillow Book.” Salem Press Encyclopedia 2016: Research Starters. Accessed 21 February 2017.
- Reese, Lyn. Heian Period. Women In World History Curriculum. www.womeninworldhistory.com/Heian9.htm. Accessed 27 February 2017.